# Heinrich Robert Berns
Heinrich Robert Berns, född 23 juli 1815 i Tyska S:ta Gertruds församling, Stockholm, död där 18 mars 1902, var en svensk konditor och restauratör. Han hade tyska föräldrar.
Heinrich Robert Berns lät bygga Berns' salonger i Stockholm efter arkitekten Johan Fredrik Åboms ritningar. Han ledde Berns till 1885 då en av hans söner tog över.
Hans grav återfinns på Norra begravningsplatsen.